# فهرست گل‌های ملی ساموئل اتوئو

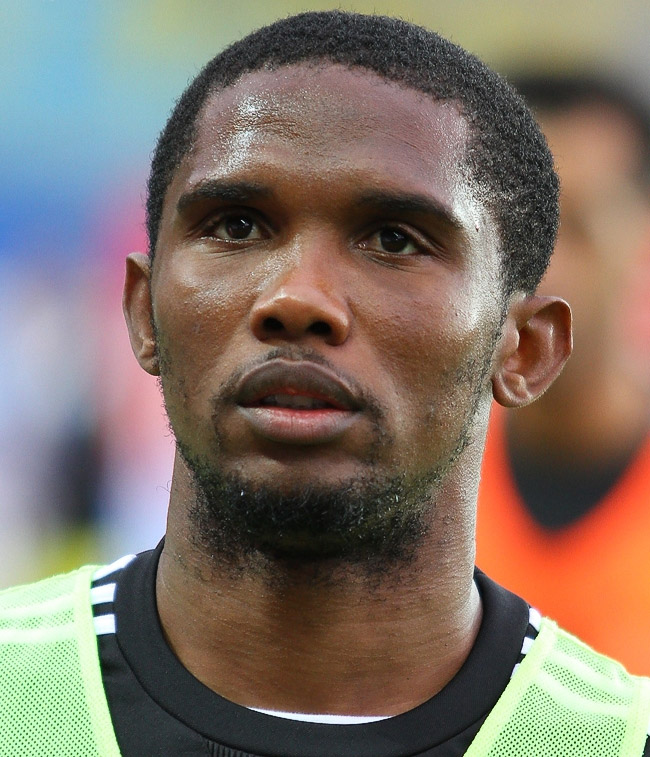
ساموئل اتوئو فیلس ۱۱۸ بازی برایکامرون و در مجموع ۵۶ گل به ثمر رسانده‌است.

ساموئل اتوئو یک فوتبالیست بازنشسته کامرونی است که از سال ۱۹۹۷ تا سال ۲۰۱۴ به عنوان مهاجم تیم ملی فوتبال کامرون بازی کرده‌است. وی در حال حاضر با ۵۶ گل و ۱۱۸ بازی بهترین گلزن تیم ملی فوتبال کامرون است، که او را نیز به عنوان دومین بازیکن ممتاز کشورش در پشت ریگوبرت سانگ (۱۳۷) قرار می‌دهد. وی نماینده کشور خود در ۴ جام جهانی (۱۹۹۸، ۲۰۰۲، ۲۰۱۰، ۲۰۱۴)، ۶ جام ملت‌های آفریقا (۲۰۰۰، ۲۰۰۲، ۲۰۰۴، ۲۰۰۶، ۲۰۰۸، ۲۰۱۰) و جام کنفدراسیون‌ها ۲۰۰۳ است. او به شیرهای رام نشدنی (لقب تیم کامرون) کمک کرده‌است که در دیدار پایانی جام ملت‌های ۲۰۰۰ و ۲۰۰۲ نیز پیروز شود و همچنین به دیدار پایانی جام کنفدراسیون‌ها ۲۰۰۳، که آنها به فرانسه باختند، رسید. او اولین بازی خود را برای کامرون در سال ۱۹۹۷ انجام داد که کامرون در بازی دوستانه مقابل کاستاریکا پنج بر صفر بازنده شد. با این حال، او در یک پیروزی ۳–۰ برابر ساحل عاج در بازی گروهی مرحله گروهی جام ملتهای آفریقا ۲۰۰۰، تا سال ۲۰۰۰ موفق به گل زدن نشد. تنها هتریک او برای کامرون در بازی مرحله گروهی جام ملت‌های آفریقا ۲۰۰۶ با نتیجه ۳ بر یک مقابل آنگولا به پیروزی می‌رسد. وی سرانجام پس از پیوستن به اورتون تصمیم گرفت در سال ۲۰۱۴ از فوتبال بازنشسته شود.

## گلهای ملی
| تعداد | تاریخ           | رقیب          | زده | نهایی | رقابت                                        |
| ----- | --------------- | ------------- | --- | ----- | -------------------------------------------- |
| ۱.    | ۲۸ ژانویه ۲۰۰۰  | ساحل عاج      | ۰-۲ | ۰–۳   | جام ملت‌های آفریقا ۲۰۰۰                       |
| ۲.    | ۶ فوریه ۲۰۰۰    | الجزایر       | ۰-۱ | ۱–۲   | جام ملت‌های آفریقا ۲۰۰۰                       |
| ۳.    | ۱۰ فوریه ۲۰۰۰   | تونس          | ۰-۲ | ۰–۳   | جام ملت‌های آفریقا ۲۰۰۰                       |
| ۴.    | ۱۳ فوریه ۲۰۰۰   | نیجریه        | ۰-۱ | ۲–۲   | جام ملت‌های آفریقا ۲۰۰۰                       |
| ۵.    | ۱۹ آوریل ۲۰۰۰   | سومالی        | ۰-۳ | ۰–۳   | مسابقات مقدماتی جام جهانی ۲۰۰۲ (آفریقا)      |
| ۶.    | ۲۸ ژانویه ۲۰۰۱  | توگو          | ۰-۱ | ۰–۲   | مسابقات مقدماتی جام جهانی ۲۰۰۲ (آفریقا)      |
| ۷.    | ۱ ژوئیه ۲۰۰۱    | توگو          | ۰-۱ | ۰–۲   | مسابقات مقدماتی جام جهانی ۲۰۰۲ (آفریقا)      |
| ۸.    | ۷ ژانویه ۲۰۰۲   | بورکینافاسو   | ۰-۱ | ۱–۳   | دوستانه                                      |
| ۹.    | ۲۹ ژانویه ۲۰۰۲  | توگو          | ۰-۲ | ۰–۳   | جام ملت‌های آفریقا ۲۰۰۲                       |
| ۱۰.   | ۲۷ مارس ۲۰۰۲    | آرژانتین      | ۱-۱ | ۲–۲   | دوستانه                                      |
| ۱۱.   | ۲۶ مه ۲۰۰۲      | انگلستان      | ۰-۱ | ۲–۲   | دوستانه                                      |
| ۱۲.   | ۶ ژوئن ۲۰۰۲     | عربستان سعودی | ۰-۱ | ۰–۱   | جام جهانی فوتبال ۲۰۰۲                        |
| ۱۳.   | ۲۷ مارس ۲۰۰۳    | ماداگاسکار    | ۰-۲ | ۰–۲   | رقابتهای تونس                                |
| ۱۴.   | ۱۹ ژوئن ۲۰۰۳    | برزیل         | ۰-۱ | ۰–۱   | جام کنفدراسیون‌ها ۲۰۰۳                        |
| ۱۵.   | ۸ فوریه ۲۰۰۴    | نیجریه        | ۲-۱ | ۲–۱   | جام ملت‌های آفریقا ۲۰۰۴                       |
| ۱۶.   | ۶ ژوئن ۲۰۰۴     | بنین          | ۱-۱ | ۱–۲   | مسابقات مقدماتی جام جهانی ۲۰۰۶ (آفریقا)      |
| ۱۷.   | ۴ ژوئیه ۲۰۰۴    | ساحل عاج      | ۰-۱ | ۰–۲   | مسابقات مقدماتی جام جهانی ۲۰۰۶ (آفریقا)      |
| ۱۸.   | ۱۵ سپتامبر ۲۰۰۴ | مصر           | ۳-۲ | ۳–۲   | مسابقات مقدماتی جام جهانی ۲۰۰۶ (آفریقا)      |
| ۱۹.   | ۴ ژوئن ۲۰۰۵     | بنین          | ۰-۴ | ۱–۴   | مسابقات مقدماتی جام جهانی ۲۰۰۶ (آفریقا)      |
| ۲۰.   | ۲۱ ژانویه ۲۰۰۶  | آنگولا        | ۰-۱ | ۱–۳   | جام ملت‌های آفریقا ۲۰۰۶                       |
| ۲۱.   | ۲۱ ژانویه ۲۰۰۶  | آنگولا        | ۱-۲ | ۱–۳   | جام ملت‌های آفریقا ۲۰۰۶                       |
| ۲۲.   | ۲۱ ژانویه ۲۰۰۶  | آنگولا        | ۱-۳ | ۱–۳   | جام ملت‌های آفریقا ۲۰۰۶                       |
| ۲۳.   | ۲۵ ژانویه ۲۰۰۶  | توگو          | ۰-۱ | ۰–۲   | جام ملت‌های آفریقا ۲۰۰۶                       |
| ۲۴.   | ۲۹ ژانویه ۲۰۰۶  | جمهوری کنگو   | ۰-۲ | ۰–۲   | جام ملت‌های آفریقا ۲۰۰۶                       |
| ۲۵.   | ۳ ژوئن ۲۰۰۷     | لیبریا        | ۰-۲ | ۱–۲   | مسابقات مقدماتی جام ملتهای آفریقا ۲۰۰۸       |
| ۲۶.   | ۲۲ ژانویه ۲۰۰۸  | مصر           | ۱-۳ | ۴–۲   | جام ملت‌های آفریقا ۲۰۰۸                       |
| ۲۷.   | ۲۲ ژانویه ۲۰۰۸  | مصر           | ۴-۲ | ۴–۲   | جام ملت‌های آفریقا ۲۰۰۸                       |
| ۲۸.   | ۲۶ ژانویه ۲۰۰۸  | زامبیا        | ۰-۴ | ۱–۵   | جام ملت‌های آفریقا ۲۰۰۸                       |
| ۲۹.   | ۳۰ ژانویه ۲۰۰۸  | سودان         | ۰-۱ | ۰–۳   | جام ملت‌های آفریقا ۲۰۰۸                       |
| ۳۰.   | ۳۰ ژانویه ۲۰۰۸  | سودان         | ۰-۳ | ۰–۳   | جام ملت‌های آفریقا ۲۰۰۸                       |
| ۳۱.   | ۳۱ مه ۲۰۰۸      | کیپ ورد       | ۰-۲ | ۰–۲   | مسابقات مقدماتی جام جهانی ۲۰۱۰ (آفریقا)      |
| ۳۲.   | ۸ ژوئن ۲۰۰۸     | موریس         | ۰-۲ | ۰–۳   | مسابقات مقدماتی جام جهانی ۲۰۱۰ (آفریقا)      |
| ۳۳.   | ۲۱ ژوئن ۲۰۰۸    | تانزانیا      | ۰-۱ | ۱–۲   | مسابقات مقدماتی جام جهانی ۲۰۱۰ (آفریقا)      |
| ۳۴.   | ۲۱ ژوئن ۲۰۰۸    | تانزانیا      | ۱-۲ | ۱–۲   | مسابقات مقدماتی جام جهانی ۲۰۱۰ (آفریقا)      |
| ۳۵.   | ۱۱ اکتبر ۲۰۰۸   | موریس         | ۰-۱ | ۰–۵   | مسابقات مقدماتی جام جهانی ۲۰۱۰ (آفریقا)      |
| ۳۶.   | ۱۱ اکتبر ۲۰۰۸   | موریس         | ۰-۲ | ۰–۵   | مسابقات مقدماتی جام جهانی ۲۰۱۰ (آفریقا)      |
| ۳۷.   | ۱۱ فوریه ۲۰۰۹   | گینه          | ۱-۲ | ۱–۳   | دوستانه                                      |
| ۳۸.   | ۱۱ فوریه ۲۰۰۹   | گینه          | ۱-۳ | ۱–۳   | دوستانه                                      |
| ۳۹.   | ۵ سپتامبر ۲۰۰۹  | گابن          | ۰-۲ | ۰–۲   | مسابقات مقدماتی جام جهانی ۲۰۱۰ (آفریقا)      |
| ۴۰.   | ۹ سپتامبر ۲۰۰۹  | گابن          | ۱-۲ | ۱–۲   | مسابقات مقدماتی جام جهانی ۲۰۱۰ (آفریقا)      |
| ۴۱.   | ۱۴ نوامبر ۲۰۰۹  | مراکش         | ۰-۲ | ۰–۲   | مسابقات مقدماتی جام جهانی ۲۰۱۰ (آفریقا)      |
| ۴۲.   | ۱۷ ژانویه ۲۰۱۰  | زامبیا        | ۱-۲ | ۲–۳   | جام ملت‌های آفریقا ۲۰۱۰                       |
| ۴۳.   | ۲۱ ژانویه ۲۰۱۰  | تونس          | ۱-۱ | ۲–۲   | جام ملت‌های آفریقا ۲۰۱۰                       |
| ۴۴.   | ۱۹ ژوئن ۲۰۱۰    | دانمارک       | ۰-۱ | ۲–۱   | جام جهانی فوتبال ۲۰۱۰                        |
| ۴۵.   | ۲۴ ژوئن ۲۰۱۰    | هلند          | ۱-۱ | ۲–۱   | جام جهانی فوتبال ۲۰۱۰                        |
| ۴۶.   | ۱۱ اوت ۲۰۱۰     | لهستان        | ۰-۱ | ۰–۳   | دوستانه                                      |
| ۴۷.   | ۱۱ اوت ۲۰۱۰     | لهستان        | ۰-۲ | ۰–۳   | دوستانه                                      |
| ۴۸.   | ۴ سپتامبر ۲۰۱۰  | موریس         | ۰-۱ | ۱–۳   | مسابقات مقدماتی جام ملت‌های آفریقا ۲۰۱۲       |
| ۴۹    | ۴ سپتامبر ۲۰۱۰  | موریس         | ۱-۲ | ۱–۳   | مسابقات مقدماتی جام ملت‌های آفریقا ۲۰۱۲       |
| ۵۰.   | ۳ سپتامبر ۲۰۱۱  | موریس         | ۰-۳ | ۰–۶   | مسابقات مقدماتی جام ملت‌های آفریقا ۲۰۱۲       |
| ۵۱.   | ۷ اکتبر ۲۰۱۱    | جمهوری کنگو   | ۱-۱ | ۲–۳   | مسابقات مقدماتی جام ملت‌های آفریقا ۲۰۱۲       |
| ۵۲.   | ۱۱ نوامبر ۲۰۱۱  | سودان         | ۱-۳ | ۱–۳   | جام ال جی ۲۰۱۱ (مراکش)                       |
| ۵۳.   | ۱۳ نوامبر ۲۰۱۱  | مراکش         | ۰-۱ | ۱–۱   | جام ال جی ۲۰۱۱ (مراکش)                       |
| ۵۴.   | ۲۳ مارس ۲۰۱۳    | توگو          | ۰-۱ | ۱–۲   | مرحله مقدماتی جام جهانی فوتبال ۲۰۱۴ (آفریقا) |
| ۵۵.   | ۲۳ مارس ۲۰۱۳    | توگو          | ۱-۲ | ۱–۲   | مرحله مقدماتی جام جهانی فوتبال ۲۰۱۴ (آفریقا) |
| ۵۶.   | ۱ ژوئن ۲۰۱۴     | آلمان         | ۰-۱ | ۲–۲   | دوستانه                                      |